# Zhou Liwang
 (août 2022).
Si vous disposez d'ouvrages ou d'articles de référence ou si vous connaissez des sites web de qualité traitant du thème abordé ici, merci de compléter l'article en donnant les références utiles à sa vérifiabilité et en les liant à la section « Notes et références ».
Zhou Liwang (周厲王), de son nom personnel Ji Hu (姬胡), est le dixième roi de la dynastie Zhou.
Il fut intronisé à Hao (鎬) en -864

## Règne

### Un règne néfaste
Le roi Li n'était pas un grand roi, bien au contraire. C'était un roi médiocre et despotique. Homme débauché, il n'avait rien d'un chef d'État et n'avait pas de scrupules. Il ne s'intéressait qu'aux femmes et à l'alcool. Il ne s'occupait pas des affaires d'État et laissait le tout aller. Il n'hésitait pas à détourner les fonds d'État pour pouvoir se payer des orgies décadentes.
À mesure de sa démesure, ses détournements de fonds affaiblirent les coffres de l'État, forçant ses ministres à ordonner une levée d'impôts pour reconstituer le trésor. Le fardeau fiscal s'étant accru considérablement, la population tomba rapidement dans la misère. Le mécontentement monta alors.
Sous son règne, les Quanrong, ou Rong-chiens, recommencèrent leurs incursions sur le territoire chinois. Son armée accumula les revers contre ceux-ci dans l'est. Avec les critiques de plus en plus virulentes dans tout le pays, il interdit de le critiquer sous peine de mort. Le mécontentement grimpa encore plus.
Sa réputation de roi devint vite celle d'un roi incapable et corrompu.

### Révolutionet transition
Puis, en 841 av. J.-C., face à son impopularité et au mécontentement général, les citoyens se soulevèrent contre son autorité. Encore une fois vaincu, puis humilié, il dut s'exiler pour toujours. Ses ministres, face à la foule en colère, cachèrent son fils, puis la foule n'ayant point trouvé le prince se dispersa. Les officiels du gouvernement de Li, votèrent pour que la régence soit confiée à quelqu'un de conciliant et la régence vint donc à Gong Bohe (共伯和) ou Gonghe (共和)[réf. souhaitée], comte de Gong (共伯), dont le nom était He (和) . Le gouvernement avait pour mission d'apaiser le mécontentement général. Le prince resta caché, jusqu'au moment où il fut révélé comme héritier du trône.